# Podravska Moslavina
Podravska Moslavina (do roku 2001 Moslavina Podravska, před rokem 1900 pouze Moslavina, maďarsky Monoszló) je vesnice a správní středisko stejnojmenné opčiny v Chorvatsku v Osijecko-baranjské župě. Nachází se blízko hranic s Maďarskem a Viroviticko-podrávskou župou, u břehu řeky Drávy, asi 62 km severozápadně od Osijeku. V roce 2011 žilo v Podravské Moslavině 798 obyvatel, v celé opčině pak 1 202 obyvatel.
Součástí opčiny jsou celkem čtyři trvale obydlené vesnice. Dříve byla samostatným sídlem i osada Orešnjak, která se v roce 1981 stala součástí vesnice Martinci Miholjački.
- Gezinci – 33 obyvatel
- Krčenik – 334 obyvatel
- Martinci Miholjački – 37 obyvatel
- Podravska Moslavina – 798 obyvatel

Opčinou prochází státní silnice D34 a župní silnice Ž4030. Severně protéká řeka Dráva, jižně řeka Karašica.